# 土田直鎮
土田 直鎮（つちだ なおしげ、1924年1月16日 - 1993年1月24日）は、日本の歴史学者。東京大学名誉教授。元国立歴史民俗博物館長。

## 来歴・生涯
東京帝国大学文学部を卒業後、史料編纂所に勤務し、「大日本史料　第二篇」の編纂に従事した。専門は日本古代史で、平安時代の貴族社会に関する論考が多い。特に摂関政治期の政治について、当時の通説であった摂関家の政所が政治の中心であったとする「政所政治」論を否定して、依然として太政官を中心とした政務が行われていたことを立証したことで知られている。土田の研究方針は、史料を精密に理解するの一言に尽き、後世に名を残すといった功名に基づく研究を嫌っていた。1993年1月24日、国立歴史民俗博物館長在職中のまま、肺炎のため死去。

## 略歴

### 学歴
- 1924年 - 旧制成蹊高等学校校長で倫理学者、土田誠一の二男として、東京府北豊島郡高田町（現在の東京都豊島区）に生まれる
- 1930年 - 学習院初等科入学
- 1936年 - 東京府立第一中学校入学
- 1941年 - 第一高等学校文科乙類入学
- 1943年 - 東京帝国大学文学部国史学科入学
- 1946年 - 復員し、東京帝国大学文学部国史学科に復学
- 1949年 - 東京大学文学部国史学科卒業。卒業論文は「奈良時代に於ける律令官制の衰頽に関する一研究」（指導教官は坂本太郎）

### 職歴
- 1944年 - 学徒出陣、埼玉県熊谷の陸軍飛行学校に入隊
- 1945年 - 終戦を迎える（陸軍少尉）
- 1946年 - 復員し、東京帝国大学文学部国史学科に復学
- 1949年 - 東京大学史料編纂所勤務
- 1958年 - 東京大学史料編纂所事務官
- 1962年 - 東京大学史料編纂所助手
- 1969年 - 東京大学史料編纂所助教授
- 1971年 - 東京大学史料編纂所教授
- 1973年 - 東京大学文学部教授を併任（-1974年）。国史学第二講座および大学院人文科学研究科担当（-1983年）
- 1974年 - 東京大学文学部教授　東京大学史料編纂所教授を併任（-1983年）
- 1975年 - 東京大学史料編纂所所長（-1977年）
- 1977年 - 東京大学百年史編集委員会委員長（-1983年）
- 1983年 - 国立歴史民俗博物館長（第2代、初代館長井上光貞の逝去による）以後、死亡時まで務める
- 1984年 - 東京大学名誉教授
- 1993年 - 肺炎のため国立がんセンターにて逝去（享年69）

#### 学外における役職
- 1968年 - 日本歴史学会理事（-1991年）
- 1976年 - 史学会理事（-1978年、1983年、理事長）

## 叙勲歴
- 1985年 - 紫綬褒章受章
- 1993年 - 叙・正四位、勲二等瑞宝章受章

## 逸話
1980年4月進学生歓迎会の三次会において、「これから遺言を話す。俺が死んだら紙に書いて国史の研究室に貼っておけ」と語ったという。

一、現代人の心で古代のことを考えてはならない。

二、古代のことは、古代の人の心にかえって考えなくてはならない。

三、俺は長い間、そうしようと思ってやってきたが、結局駄目だった。お前らにできるわけがない。ざまぁみろ。

古代のことを古代人の心で考えるというのは研究者として当たり前の態度であるが、土田ほどの碩学が駄目だったと正直にこぼした意味は深い。また、常々「俺は道長なんかと酒は飲みたくない」と語っていたという。
学徒出陣の際は、埼玉県にあった熊谷陸軍飛行学校に見習士官として入校し、教官から「お前たちは消耗品である」という訓示を受け、面会や外出、休暇もなく、家族写真の持ち込みや隊での写真撮影まで禁止される、特攻のための厳しい訓練を受けた。

## 家族・血縁
兄に「ミスター警視庁」と呼ばれた土田國保元警視総監（1971年12月の土田邸事件で夫人を亡くした）、弟に東京証券取引所社長の土田正顕がいる。

## 主な著書
- 『王朝の貴族 （日本の歴史5）』 中央公論社 1965年／中公文庫、改版2004年
- 『奈良平安時代史研究』 吉川弘文館 1992年　オンデマンド版　ISBN　	9784642722575
- 『平安京への道しるべ 奈良平安時代史入門』 吉川弘文館 1994年
- 『古代の武蔵を読む』 吉川弘文館 1994年

## 編纂
- 『日本の名著4　源信』「往生要集」現代語訳、川崎庸之・秋山虔共訳、中央公論社、1972年／講談社学術文庫、2018年
- 『日本思想大系3　律令』（井上光貞らと校注） 岩波書店 1976年（新装版1994年）
- 『日新館童子訓 現代語訳』 松平容頌 訳 三信図書、1984年
- 『北山抄』（神道大系 所功と校注） 神道大系編纂会 1992年
- 『西宮記』（神道大系 所功と校注） 神道大系編纂会 1993年

## 記念論集
- 『奈良平安時代史論集』　土田直鎮先生還暦記念会編  吉川弘文館 1984年

## 関連人物
- 竹内理三
- 青木和夫
- 石井進